# Praha-Stodůlky (nádraží)
Praha-Stodůlky je železniční stanice na jednokolejné neelektrizované trati Praha-Smíchov – Hostivice. Stojí v lese přibližně 600 metrů východně od Bucharovy ulice v katastru pražské čtvrti Košíře. Stanice je součástí Pražské integrované dopravy.

## Historie
Železniční trať ze Smíchova do Hostivice byla postavena roku 1872 a od stejného roku sloužila v místě současné stanice zastávka s názvem Cibulka. Pro malé využití byla roku 1877 zrušena, obnovena až roku 1928 a o deset let později opět zrušena z důvodu malé vytíženosti. Z doby její existence se dochovala drážní budova u nástupiště ve směru do Hostivice.
Železniční zastávka s názvem Stodůlky byla zřízena roku 1938 blíž ke Zličínu, od roku 1976 nesla název Praha-Stodůlky. Roku 1989 došlo k jejímu přesunu do současného místa, kde původně stála zastávka Cibulka (11,5 kilometru od Smíchova).

### Podoba stanice
Svým provedením se stodůlecká zastávka podobala zastávce na Žvahově, uvedené do provozu ve stejném roce. Sloužila jako výhybna, u obou kolejí bylo nástupiště se zastávkovou čekárnou. Jako na Žvahově i zde byla pro běžný provoz používána jen přímá kolej ve směru od Prahy.
Obě zchátralá stavědla měla zazděna všechna okna i dveře. Stavědlo 2 zarostlo do hustého borového porostu, prořezaného roku 2006. Návěstidla, výhybky a další součásti zastávky byly rozkradeny a křižování vlaků ve Stodůlkách nebylo možné (stav 2006).
Osobní vlaky zde zastavují na znamení. Nákladní doprava, původně velmi významná, je omezená. Využití stodůlecké zastávky cestujícími je minimální pro velkou vzdálenost městské zástavby, nejezdí k ní žádná linka MHD a nevede ani větší silnice.
Od srpna 2017 probíhala na trati v úseku Praha-Smíchov - Hostivice rekonstrukce zabezpečovacího zařízení spolu s obnovou stávajících neprovozovaných železničních stanic včetně přeměny zastávky Praha-Stodůlky na stanici.

## Výpravní budova

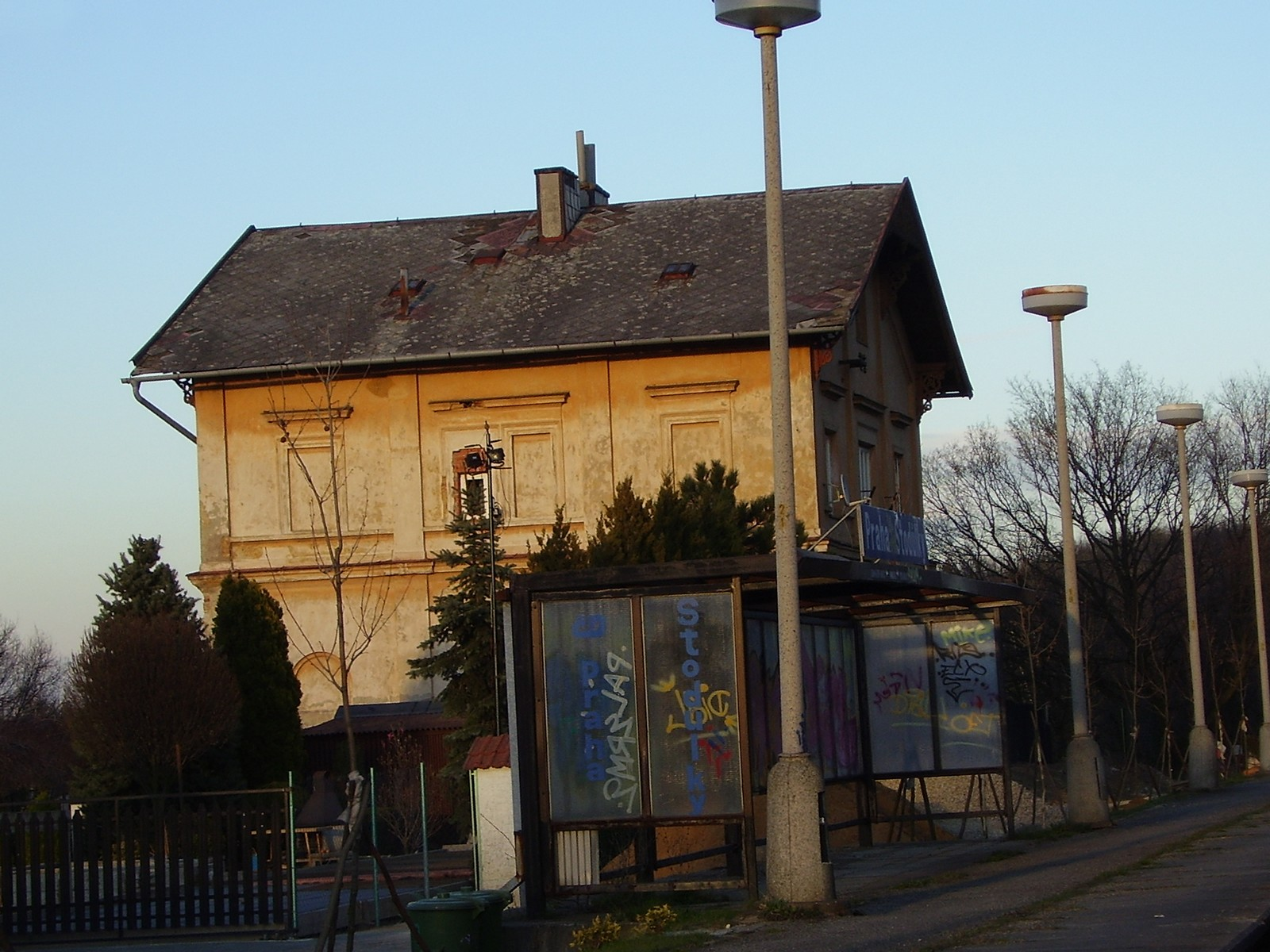
Výpravní budova v roce 2007

Ve směru do Hostivice stojí původní výpravní budova, kterou  navrhl inženýr-asistent Josef Chvála (1826–1872) v neoklasicistním stylu. Jedná se o typovou výpravní budovu 1. třídy společnosti Buštěhradská dráha, které byly určeny pro malé stanice. Dvoupatrová budova se sedlovou střechou byla postavena na půdorysu čtverce se štítovým průčelím orientovaným do kolejiště. Přízemní část měla pásovou bosáž a taktéž lizény, nároží byla bosovaná. Patra dělila kordonová římsa. V patře byla hladká omítka v lizénových rámech. Průčelí mělo tři okenní osy, i okapová strana měla tři okenní osy, avšak krajní osy byly zaslepené. Okna v přízemí měla půlkruhová zakončení lemované půlkruhovou profilovanou římsou, která nasedala na meziokenní římsu. V patře byla obdélníková okna v šambránách s nadokenní římsou. Ve středních osách byla zdvojená okna, ve štítové straně bylo ještě menší zdvojené okno nad větším. Vrchol štítu měl řezbářskou výzdobu. V přízemí byly dvě kanceláře a čekárna. Budova nepatří dráze a od trati je oddělena plotem.